# Музей изобразительных искусств университета Гвадалахары
Музей изобразительных искусств университета Гвадалахары (исп. Museo de las Artes Universidad de Guadalajara, MUSA) — художественный музей в мексиканском городе Гвадалахара (штат Халиско), открытый в октябре 1994 года; был перестроен и расширен в 2013 году; расположен в здании, являющемся памятником архитектуры, и управляется Гвадалахарским университетом; постоянная коллекция содержит работы региональных авторов 1980-х и 90-х годов; проводит временные выставки произведений современного искусства.